# Neues Mozarteum

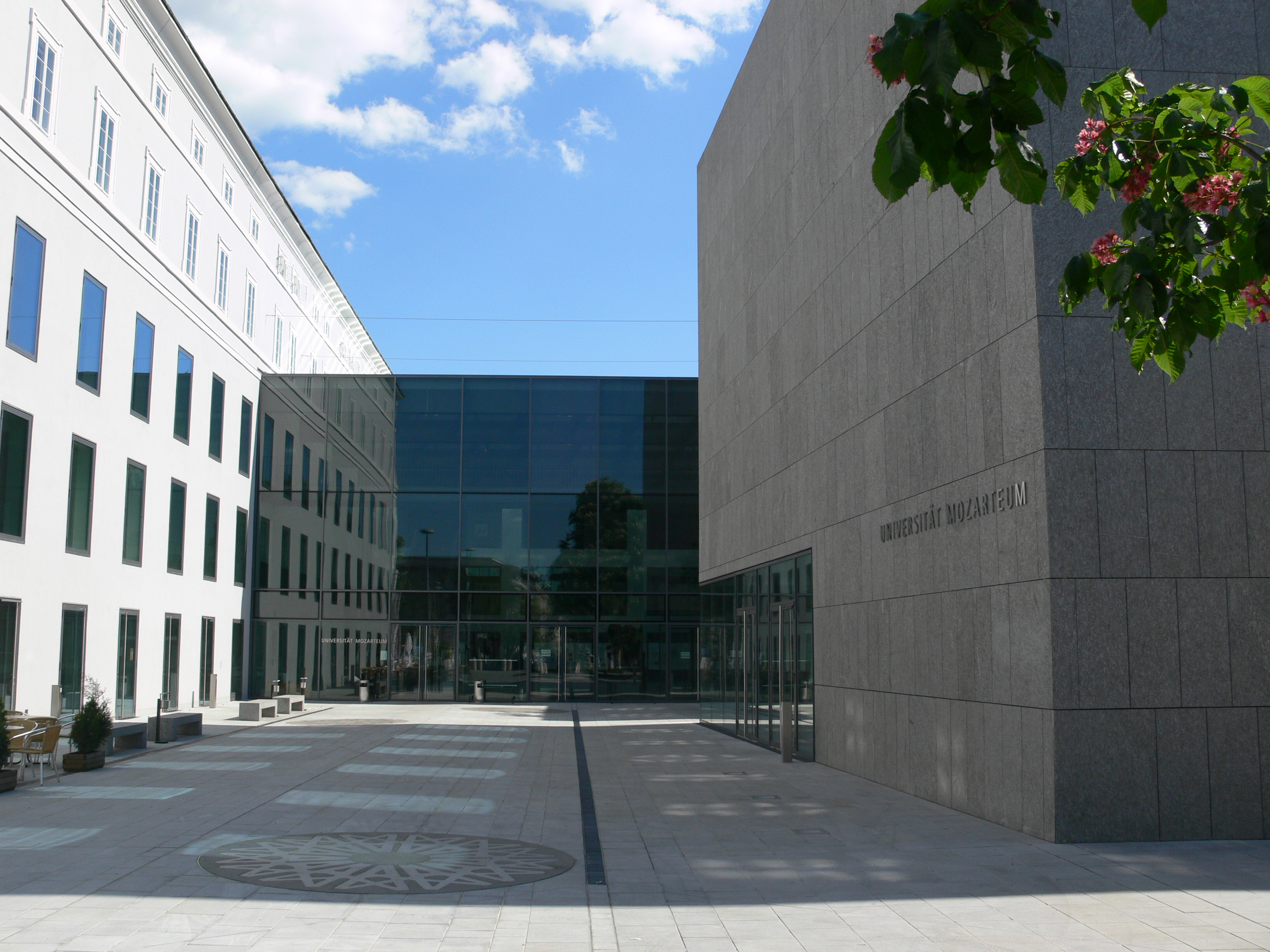
Neues Mozarteum: links der ehemalige Palast, rechts der Solitär (Einzelgebäude mit Kammermusiksaal), dazwischen die Glasfront der Eingangshalle

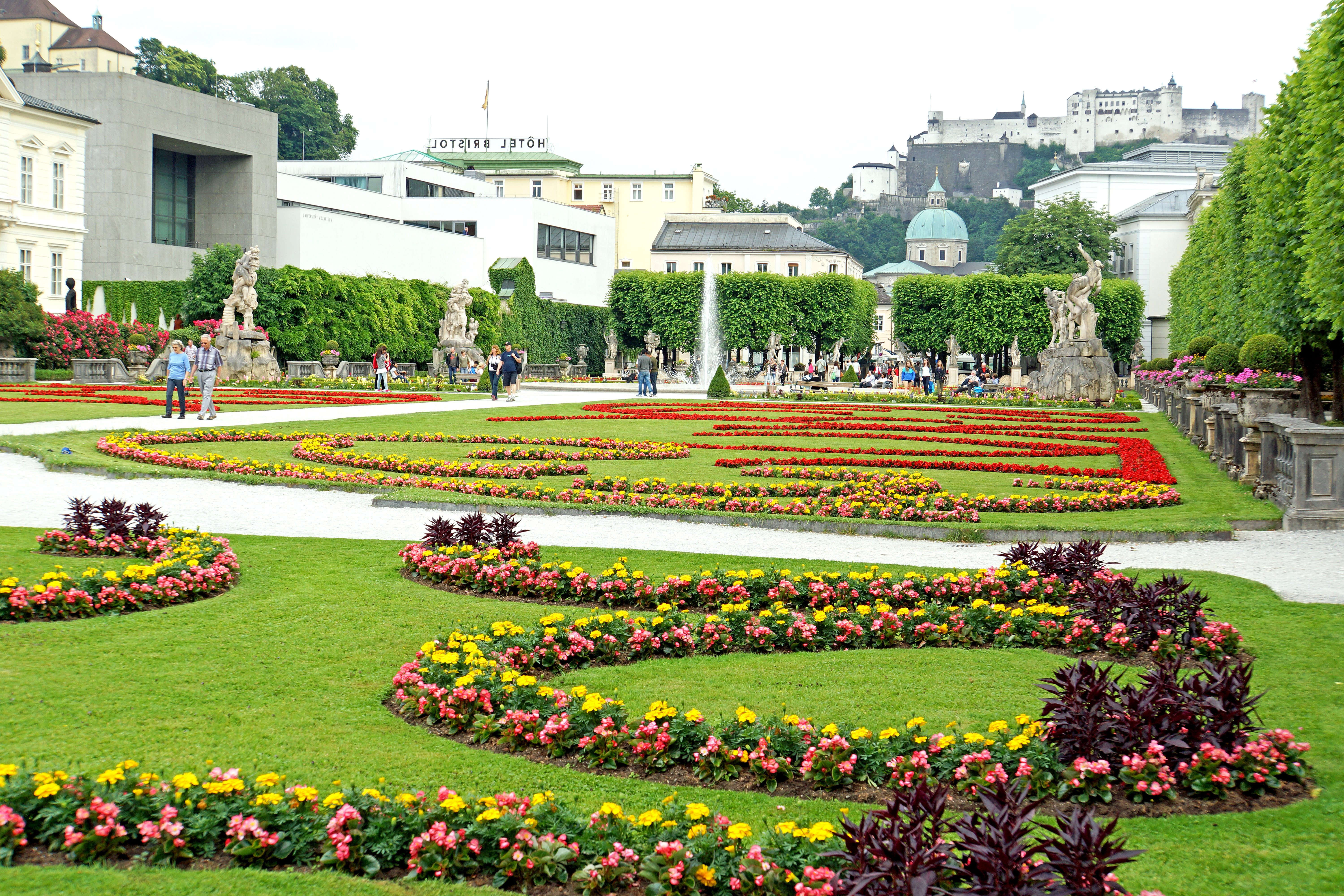
Lage des Neuen Mozarteums (links) am Mirabellgarten. Das hellgraue Gebäude mit großer Loggia ist der Solitär. Im Hintergrund die Festung Hohensalzburg, darunter die Kuppel des Salzburger Doms.

Das Neue Mozarteum ist das Hauptgebäude der Universität Mozarteum am Mirabellplatz 1 in Salzburg. In seiner heutigen Gestalt entstand das Neue Mozarteum in den Jahren 2004 bis 2006.
Ein Bestandteil des Gebäudekomplexes ist der 1631 errichtete Primogeniturpalast, auch  Altes Borromäum genannt, dessen Fassade sich entlang der Dreifaltigkeitsgasse erstreckt. Von dem Palast ist allerdings kaum noch originale Bausubstanz vorhanden.
Die Benennung als Neues Mozarteum dient zur Unterscheidung von dem seit 1914 bestehenden Mozarteum in der Schwarzstraße, das rund 100 Meter westlich liegt. Zwischen den beiden Gebäuden liegt das südliche Ende des Mirabellgartens, der vom Neuen Mozarteum aus zugänglich ist.

## Geschichte

### Paris Lodronscher Primogeniturpalast

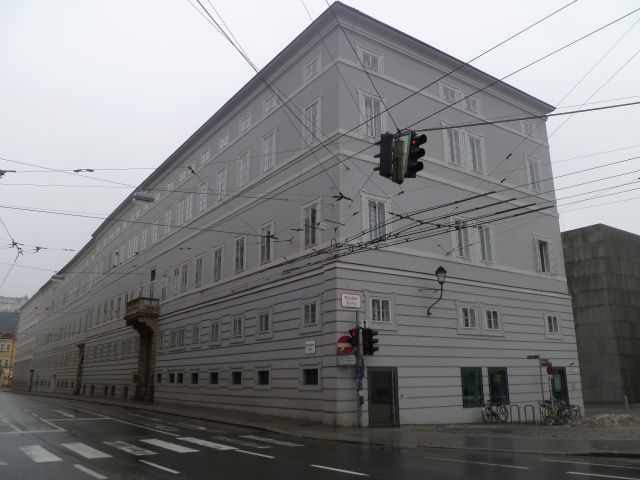
Der Primogeniturpalast mit der Längsseite an der Dreifaltigkeitsgasse

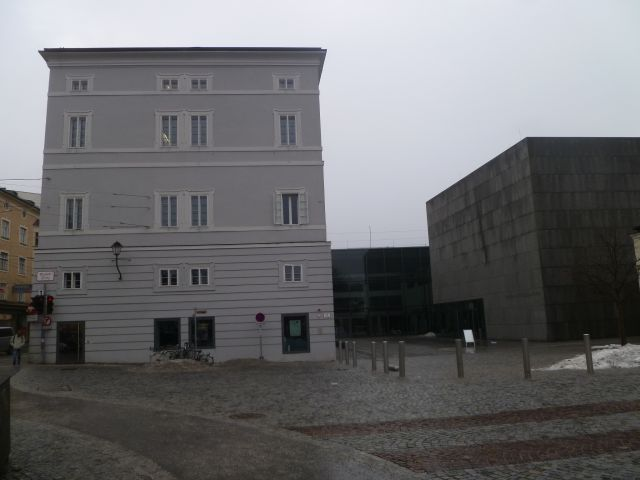
Ansicht des Palastes vom Mirabellplatz aus, rechts der Solitär

Der Primogeniturpalast wurde von Dombaumeister Santino Solari errichtet. Als Baujahr wird zumeist 1631 angegeben. In diesem Jahr stiftete Fürsterzbischof Paris Lodron ein Primogenitur-Fideikommiss. Damit übergab er seinem Bruder Christoph von Lodron einen Teil des durch die Trockenlegung des Mooses von Itzling und Schallmoos gewonnenen Geländes innerhalb der Stadtmauern Salzburgs, den neu errichteten Palast sowie zwei Häuser in der Bergstraße und weitere Güter. Das Palatium Lodronicum war der Hauptbau in der damaligen „Lodronstadt“.
Auf einem Kupferstich von Matthäus Merian aus dem Jahr 1644 ist zu sehen, dass der Primogeniturpalast damals an beiden Enden an andere, querstehende Gebäude angeschlossen war. Eine sehr ähnliche Darstellung aus derselben Zeit findet sich auf einem Kupferstich von Philipp Harpff (um 1643). Auch auf dem berühmten Sattler-Panorama von Johann Michael Sattler, das die Gestalt Salzburgs im Jahr 1825 abbildet, sind die querstehenden Bauten am nördlichen Ende zu sehen, die heute nicht mehr existieren, außerdem ein rundum von Gebäuden oder Mauern begrenzter Innenhof vor dem Mirabellgarten. Die Darstellungen von Merian, Harpff und Sattler werden durch einen Katasterplan von 1830 bestätigt.
Einer der Anbauten im Norden verband den Primogeniturpalast über die heutige Dreifaltigkeitsgasse hinweg mit dem Sekundogeniturpalast schräg gegenüber. Die Adeligen und ihr Hofstaat konnten so von einem Palast in den anderen gehen, ohne die Straße zu betreten. In diesem Brückenbauwerk befand sich ein Tor für den Verkehr, der sogenannte Lodronbogen oder Mitterbachbogen.
Beim Stadtbrand des Jahres 1818 brannten auch der Primogeniturpalast und der Sekundogeniturpalast aus. Der Primogeniturpalast wurde notdürftig wieder instand gesetzt. Das einen Palast kennzeichnende Attika-Dachgeschoß wurde jedoch nicht wiederhergestellt. 1825 wurde das Gebäude versteigert.

### Borromäuskirche und Collegium Borromaeum
Nach zwei Besitzerwechseln erwarb schließlich Erzbischof Friedrich zu Schwarzenberg das Gebäude. 1847 zog das von ihm gegründete Erzbischöfliche Knabenseminar ein, das zuvor im Berchtesgadener Hof in der Kaigasse untergebracht war. Im selben Jahr wurde die kleine hauseigene Kirche dem heiligen Karl Borromäus geweiht. Kardinal Schwarzenberg hatte Georg Pezolt 1846 mit dem Bau der Carl-Borromäus-Kirche beauftragt. Sie wurde im byzantinischen Stil gestaltet und am Mirabellplatz an das Palastgebäude angebaut, an der Stelle, wo sich heute der offene Zugangsbereich zwischen dem Palastgebäude und dem Solitär befindet.
1849 wurde im Haupthaus das Collegium Borromaeum gegründet, eine katholische Privatschule, die zuerst vor allem der Ausbildung von Priesterkandidaten diente. Im Jahr 1879 wurde das Collegium Borromaeum ein Fürsterzbischöfliches Privatgymnasium. Das Gymnasium übersiedelte 1912 nach Parsch, wo es sich auch heute noch befindet.
1894 wurde der mit dem Gebäude verbundene, über die Dreifaltigkeitsgasse reichende Mitterbachbogen als Verkehrshindernis abgerissen. Erst damals bekam der Primogeniturpalast, von der Dreifaltigkeitsgasse aus gesehen, den Charakter eines freistehenden Palastes. Vom Mirabellplatz aus sah man die Borromäuskirche als seitlichen Anbau.

### Altes Borromäum
Nach dem Auszug des Borromäum-Gymnasiums wurde das Gebäude auch „Altes Borromäum“ genannt. Es diente nun vorübergehend als Wohngebäude. Im ehemaligen Turnsaal des Alten Borromäums war zudem ab 1913 das von Anton Aicher neu gegründete Salzburger Marionettentheater untergebracht. Läden zogen ins Erdgeschoß ein. Nach dem Zweiten Weltkrieg befanden sich hier die Büros des ausgebombten Museum Carolino Augusteum. In der Nachkriegszeit wurde die Fassade in der Dreifaltigkeitsgasse im Erdgeschoß stellenweise aufgebrochen, um einen Geschäftseingang und vier Schaufenster einzuarbeiten.
Nach dem Zweiten Weltkrieg lebten etwa 5000 Russen in Salzburg und umgebenden Flüchtlingslagern. In der Borromäuskirche wurden ab 1950, nachdem sie mit einer Ikonostase ausgestattet worden war, byzantinische Gottesdienste für katholische und orthodoxe Russen gefeiert. Die Kirche wurde nun Petrus-Claver-Kirche genannt, nach dem Jesuiten Petrus Claver.
1966 erwarb die Republik Österreich das Gelände, um hier einen Neubau für die Kunsthochschule Mozarteum zu schaffen. Der Primogeniturpalast wurde 1972 mit Zustimmung der Gremien der Universität Salzburg und gegen den Widerstand des Salzburger Stadtvereins, aber mit Duldung des Denkmalamtes großteils abgetragen. Im Jahr 1973 wurde überdies die Borromäuskirche bzw. die Petrus-Claver-Kirche abgerissen.

### Neues Mozarteum 1978
Unter der Federführung des Wiener Architekten Eugen Wörle wurde das Alte Borromäum entkernt und durch einen Stahlbetonskelettbau ersetzt. Vom originalen Palast blieb außer der Fassade an der Dreifaltigkeitsgasse und dem Stiegenhaus am Hauptportal nicht mehr viel übrig. Andererseits wurde die Fassade an der Dreifaltigkeitsgasse äußerlich wieder dem Originalzustand angenähert. Die Schaufenster und der Geschäftseingang wurden vermauert, im Erdgeschoß wurde die Fassade mit großformatigen Bossen neu aufgebaut. Auch das Attika-Dachgeschoß, das 1818 zerstört worden war, wurde wiederhergestellt. Dadurch bekam der Palast wieder ein viertes Obergeschoß und seine ursprüngliche Höhe.
Der Raum zwischen dem Palast und dem Mirabellgarten wurde mit einem bunkerartigen Bau angefüllt. Schmale, schlitzartige Fenster, die Schießscharten ähnelten, behinderten den Ausblick und ließen kaum Frischluft in das Gebäude. Von den fünf Stockwerken waren zwei unterirdisch, so dass ein großer Teil der Baumasse unter der Erde lag. Viele Gänge hatten überhaupt kein Tageslicht. Auch im geschlossenen Innenhof sah man auf mehreren Seiten nur die schlitzartigen Fenster. Der Innenhof lag  eineinhalb Geschoße unter dem Niveau des Mirabellplatzes an der Stelle der heutigen Empfangshalle. Der neue Baukomplex wurde 1978 fertiggestellt und 1979 eröffnet.
Im Zuge des Umbaus waren die historischen Portale an der Dreifaltigkeitsgasse verschlossen worden. Vor den Portalen standen nun platzsparende Scheintreppen mit nicht begehbaren Stufen. Der Fußweg vom Mirabellplatz zum Makartplatz führte seitdem parallel zur Dreifaltigkeitsgasse durch die nach Anton Aicher benannte Aicherpassage im Erdgeschoß des Gebäudes, während die schmale Dreifaltigkeitsgasse dem Autoverkehr vorbehalten war. Der Zugang zur Hochschule begann somit an der unscheinbaren Stirnseite des Gebäudes und führte durch die schmucklose, vom Verkehrslärm gefüllte Aicherpassage.
Der düster wirkende Neubau galt von Anfang an als verunglückt. Eine mysteriöse Häufung von tödlichen Leukämie-Fällen nährte den Verdacht auf krebsauslösende Schadstoffe im Gebäude (Sick-Building-Syndrom) und gab schließlich den Anstoß, das ungeliebte Gebäude im Jahr 1998 aufzugeben. Die Salzburger Landesregierung beschloss die Räumung wegen erhöhter Gesundheitsgefahr; bei den späteren Abriss- und Sanierungsarbeiten wurden allerdings keine Giftstoffe gefunden. Die Universität Mozarteum musste nun ausziehen und insgesamt acht Jahre lang in andere Quartiere ausweichen. Die Zukunft des Gebäudes war zunächst unklar. Erst 2002 entschloss sich die Bundesimmobiliengesellschaft zu einem internationalen Architektenwettbewerb mit dem Ziel, ein neues Gebäude errichten zu lassen.

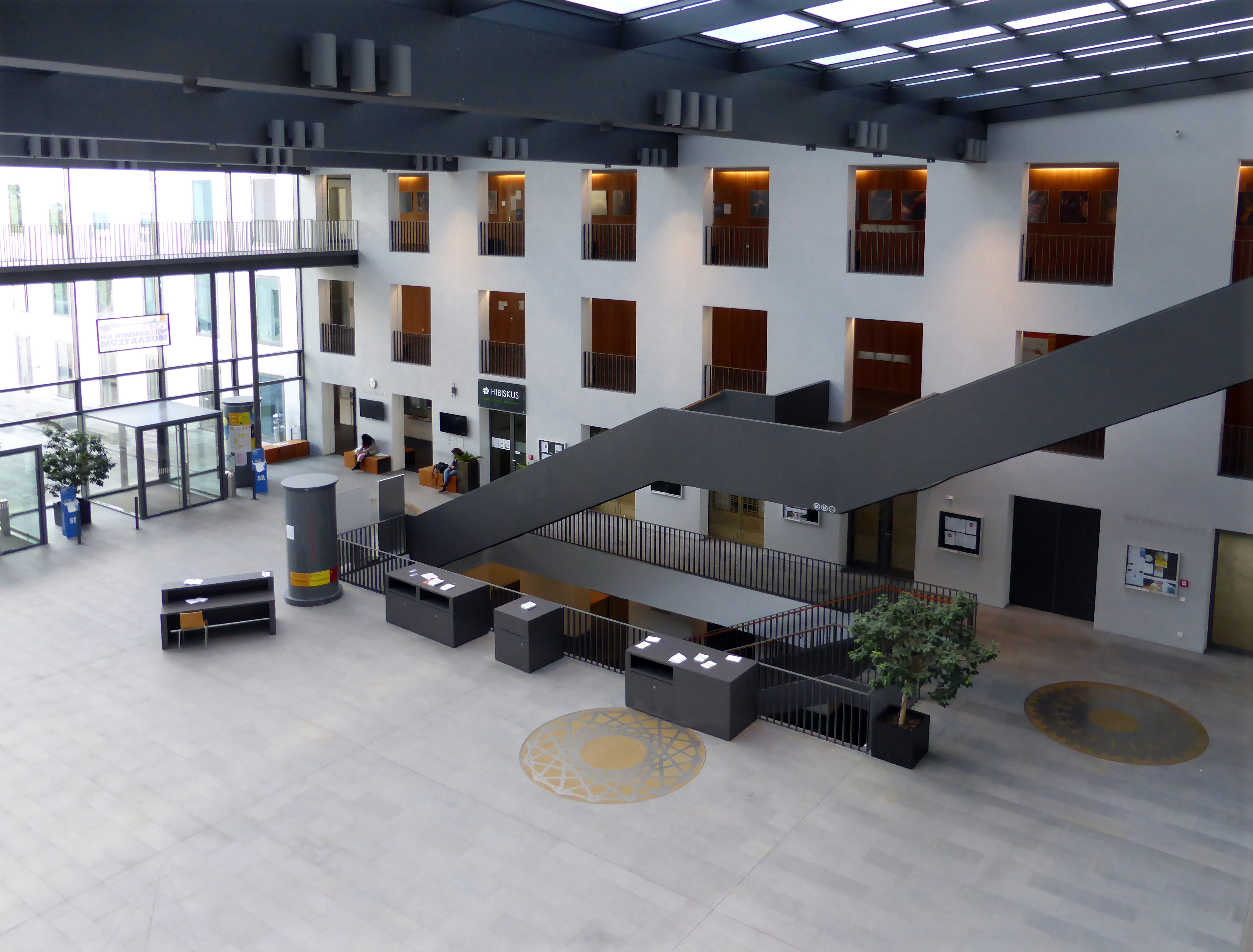
Neubau: Foyer mit Glasfront, Glasdach und Treppenaufgang, dahinter Laubengänge in zwei Etagen

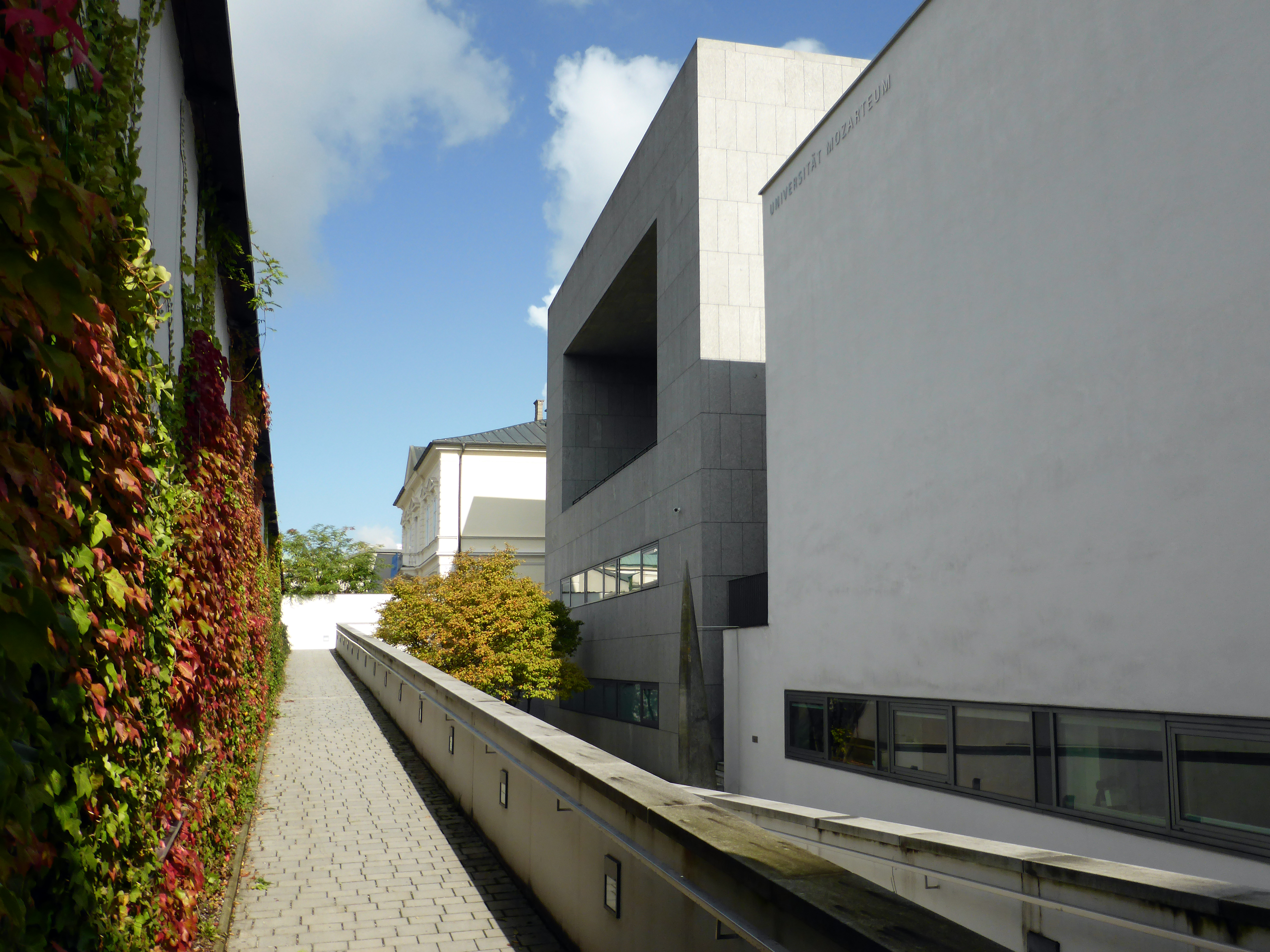
Eine Gasse an der Rückseite. Die große Loggia im ersten Stock des Solitärs gewährt Ausblick auf den Mirabellgarten und hinüber zum Mönchsberg. Hinter dem Standort des Fotografen befindet sich ein Portal zum Mirabellgarten.

### Neues Mozarteum 2006
Der Münchener Architekt Robert Rechenauer, der den Wettbewerb im Jahr 2002 gewonnen hatte, ließ das Neue Mozarteum von 2004 bis 2006 von Grund auf erneuern. Der Neubau aus dem Jahr 1978 wurde dabei großenteils abgerissen, der ehemalige Palast wieder entkernt, ganze Gebäudetrakte wurden zurückgebaut. Auch die Aicherpassage wurde nahezu komplett zurückgebaut. Die Eingänge an den Portalen in der Dreifaltigkeitsgasse wurden wieder geöffnet und mit Glastüren ausgestattet.
Das Mozarteum erhielt durch den Umbau einen offenen, einladenden und zum Beispiel mit seinen rings um die Vorhalle laufenden Laubengängen auch einen abwechslungsreichen Charakter. Der Zugangsbereich wurde als repräsentative freie Fläche innerhalb der U-förmig angeordneten Gebäude gestaltet. Er setzt sich in der Eingangshalle fort, deren ganze Frontseite verglast ist und die zusätzlich Tageslicht durch das Glasdach einlässt. Raumhohe Fenster im ehemaligen Palast zum Vorplatz hin und „Schaufenster“, die Einblick in die Unterrichtsräume gewähren, tragen zum Eindruck der Offenheit bei. Der Architekt verwendete ausschließlich natürliche, ökologisch nachhaltige Baumaterialien.
Im Jahr 2006 wurde der Gebäudekomplex eröffnet. 2007 folgte noch die Übergabe des Studienkonzertsaals, des Hörsaals und des Tonstudios. Abschließend wurde im Jahr 2008 der Faistauersaal ausgebaut. Die Baukosten betrugen 30.440.000 Euro zuzüglich 4.980.000 Euro für Bühnentechnik und 1.200.000 Euro für Einrichtungen (jeweils Nettopreis).
Im Jahr 2009 wurde das Neue Mozarteum mit dem Österreichischen Bauherrenpreis ausgezeichnet. In den folgenden Jahren schilderte der Architekt Robert Rechenauer die Geschichte des Gebäudes in einem Online-Journal (siehe Weblinks). Im Jahr 2015 veröffentlichte er ein Buch mit dem Titel Das Mozarteum Salzburg: Wandel eines Ortes. Anfang 2017 veranstaltete die Initiative Architektur in Salzburg eine Ausstellung mit demselben Titel.

## Räume
Das Neue Mozarteum verfügt über insgesamt 130 Ensemble-, Seminar-, Unterrichts- und Überäume, einen Hörsaal mit 97 Sitzplätzen, ein Großes Studio mit Opernbühne (368 Sitzplätze, erweiterbar auf 421 Plätze), eine weitere Opernbühne für Proben, ein Kleines Studio (89 Sitzplätze, erweiterbar auf 130 Plätze), ein Ton- und Videostudio (Media Lab), eine Universitätsbibliothek sowie eine Studentenlounge mit Blick auf den Mirabellgarten und ein Bistro.
Der Kammermusiksaal mit 300 Sitzplätzen und großzügiger Loggia ist im ersten Stock des sogenannten Solitärs untergebracht, im Erdgeschoß befindet sich ein 187 m² großes Foyer. Das Gebäude ist freistehend, also ein Solitär, und wurde nach dieser Eigenschaft benannt. Die großzügige Eingangshalle des Hauptgebäudes mit ca. 565 m² Fläche kann auch für Empfänge und Ausstellungen genutzt werden.
Im zweiten Stock des ehemaligen Palastes befindet sich der Faistauersaal mit einem Deckenfresko von Anton Faistauer, das die Heimkehr Dianas von der Jagd darstellt. Bis 1971 befand sich dieses Fresko im Stiegenhaus des Ledererschlössels in Wien, das in diesem Jahr abgetragen wurde.
Die Universität Mozarteum bietet den Solitär, die Eingangshalle des Hauptgebäudes, die Studios und weitere Räume zur Vermietung an.

## Portale
Zwei historische Portale an der Dreifaltigkeitsgasse tragen jeweils das Familienwappen von Paris Lodron. Bei der letzten Renovierung des Gebäudes (2004–2006) wurden Glastüren eingefügt. Die beiden Portale gehören zu den wenigen sichtbaren Resten der originalen Bausubstanz aus dem 17. Jahrhundert.

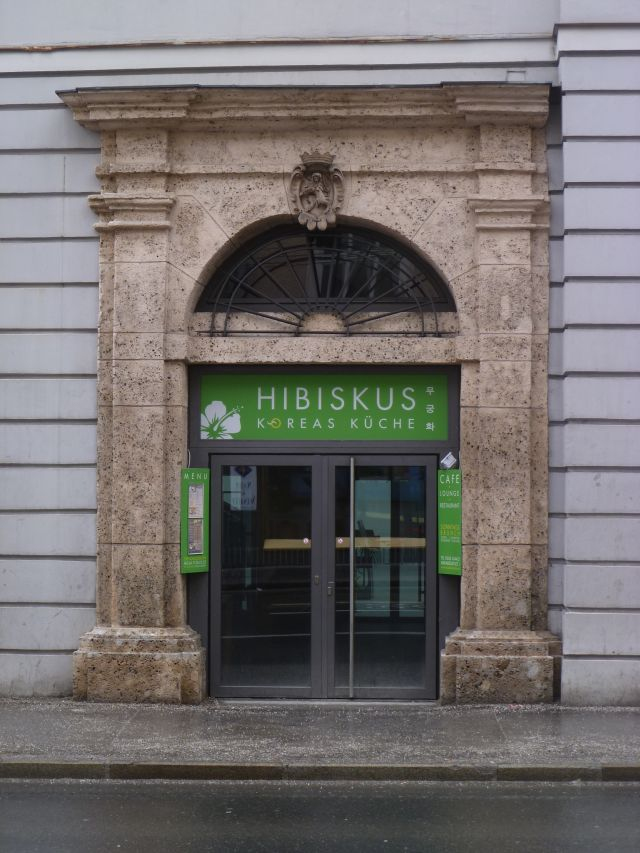
Eingangstor in der Dreifaltigkeitsgasse
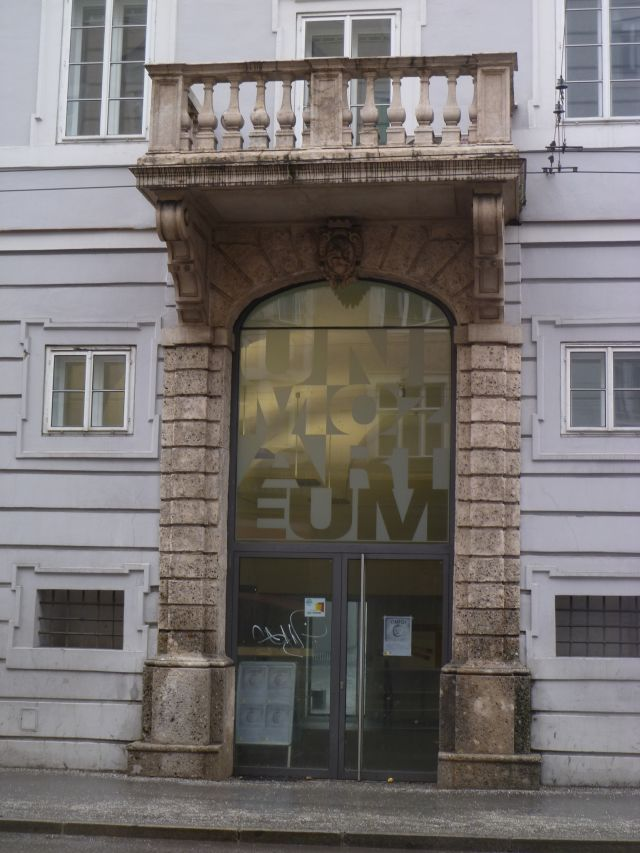
Eingangstor in der Dreifaltigkeitsgasse mit Balkon